# Lijst van naamdagen - mei
Hieronder staan de naamdagen voor mei.
| Dag    | Heilige                                                                           | Voornaam |
| ------ | --------------------------------------------------------------------------------- | --- |
| 1 mei  | Evermaar Sigismond Jeremia Jozef                                                  | Evermaar, Evermar, Evermer Siegmund, Sigismond, Sigismund, Zegemond Jarmo, Jarne, Jarno, Jeremie, Jérémie, Jemery, Jeremy, Jermey Jef, Jo, Joost, José, Jozef |
| 2 mei  | Athanaas Wal(de)bert Zoë Germanus                                                 | Athanasia, Naas Wobbe, Woubrecht Zoë, Zoé, Zoja Germain |
| 3 mei  | Filip(pus) Juvenalis Jacob(us) Alexander I                                        | Felipe, Félipe, Filip, Flup, Füipe, Pippo, Philip Juvénal Jaak, Jaap, Jakob, Jim, Coos, Kobe Alek, Aleksej, Alessandro, Alex(ander), Alexi(u)s, Axel, Josja, Leks, Lex, Sander, Sandro, Sandy, Sanny, Xander |
| 4 mei  | Floriaan Silvaan Katarina van Park                                                | Fleur, Floor, Flora, Florentius, Florian, Floris Silvana, Sylvain, Silvin Catherine, Katrien/Katrijn, ... |
| 5 mei  | Jutta van Sangerhausen Godehart Britto Aleidis (van Valduc) Angelus van Jeruzalem | Judita, Judith, Judy, Jutta Godart, Gowaart Britta Alicia, Alida, Leida Angela, Angelo(s) |
| 6 mei  | Prudentia Benedikta van Rome Lucius van Cyrene                                    | Prudens Bénédicte, Benoîte, Betta Lucia, Luce |
| 7 mei  | Gisela Domitiaan van Hoei Flavia Domitilla Maria-Louise Trichet                   | Gigi, Gisa, Gise, Gisel(l)a, Gisèle, Giselle Domitien, Domitiana Flavie Maria-Louisa, Maria-Louise, Marylou, Mylou |
| 8 mei  | Macharius van Gent Wiro Otger Ida van Nijvel Desideratus                          | Macaire Wiro(n) Autker, Odgeer, Odger, Okker Idaline, Itta Desi, Desire(e), Desiré(e), Désiree |
| 9 mei  | Gerontius Carolina Pachomius Tudi                                                 | Géronce Arlette, Caddy, Carla/i, Carlien, Carlijn, Carline, Carly, Carole, Carolien, Carolina/e, Charel(l), Charèl, Charil, Charlene, Charlène, Charley, Charlie, Charline, Charlotte, Karen, Karla, Kar(o)lien, Karlijn, Karly, Lot, Lotta/e, Rolina Paco, Pacôme Tudy |
| 10 mei | Antonius van Florence Solange Job Gordiaan Pater Damiaan                          | Anton(ius), Antonin Solangia Giobbe, Job, Joba, Jobina, Jop, Joppa Gord Daem, Damien, Damienne |
| 11 mei | Estella Odilo van Cluny Fremund van Dunstable                                     | Estella, Estelle, Estrella, Eustella, Stella, Stilla Odiel, Odilia, Odilo(n), Othello Femke, Femme, Femmingje |
| 12 mei | Nereus Achille(u)s Imelda Joanna v. Portugal (Flavia) Domitilla Gemma van Goriano | Nérée Achiel, Achillé, Achilles Imeltje, Irmhild Hanne, Jana, Joanna, Johanna, Joke Bionda; Flavie Jelly, Jeltje, Jeydea, Yelke |
| 13 mei | Rolande Servaas                                                                   | Orlane, Renelde, Roel, Roeland, Rolande, Roelie, Rolanda, Rolina, Rolinka Cervaas, Faas, Servaas, Servais, Servasio, Vaas |
| 14 mei | Matthias Maria Mazzarello Bonifaas Justina van Sardinië Pachomius                 | Matthi(a)s, Mattia(s), Mattice, Mattijs, Mátyás, Matty, Tijs Maria, Marie, Mieke Bonifaas, Boniface Justina, Justine Paco, Pacôme |
| 15 mei | Isidoor Dymfna Dionysia van Troas Gerebern                                        | Door, Isidorae Demfena, Dempsey, Dimphy, Dymfina, Dymfna, Dymphna, Dymphne Denice, Denicia, Denise, Dionne, Donisa, Dyonne, Diony, Nijsje, Nissa, Nissah Gébern, Gerben, Géréberne |
| 16 mei | Honoré van Amiens Brendaan Hubald Simon Stock Johannes Nepomuk                    | Honorat, Honorée Branda, Brandaan, Brandon, Brend, Brenda, Brendaan, Brennin, Brent Hubaut, Hugbald Sim, Simon, Mon Jens |
| 17 mei | Paschalis Baylon Dietmar                                                          | Pascaul, Pascaline Diemer, Di(e)tmar, Dittmar, Ditmer, Thiémon, Thedmar |
| 18 mei | Johannes I Alexandra Felix van Cantalice Erik van Zweden Merolilanus              | Jack, Janno Alexa, Alexandera, Xandra Felicia, Felix Eric, Erik(a), Erich, Erika, Erkina, Jirska Marlito, Marlon |
| 19 mei | Ivo Hadolf                                                                        | Erben, Erwin, Ynso, Ivar, Ives, Ivo, Ivy, Ype, Yves, Yvette, Yvke, Yvo, Yvon, Yvonne, Vonne Hadolf, Hadulf |
| 20 mei | Bernardinus van Siena                                                             | Bernhard, Bernard |
| 21 mei | Constantijn de Grote Mireille Eugène de Mazenod Goderik Collen                    | Constant, Constantijn, Konstant, Stijn, Stine, Stinus Marabelle, Maravillas, Mira, Mirabella, Mirabelle, Miranda, Miranti, Mire(i)lle, Mirel(l)a, Myra, Myrène, Rella (Karel-)Eugeen Gauderik, Goderic, Gorik Colin, Collin, Gollen |
| 22 mei | Emiel Rita van Cascia Julia van Corsica Rosana van Faenza                         | Emiel, Emile, Emilia, Emilio, Miel, Milo Rita, Magriet Julie, Julia, Jill, Lily Rosanna, Rosanne, Rozanne |
| 23 mei | Desideer Guibert/Wigbertus Didier van Langres                                     | Didier, Disdir Wigbert, Wilbrecht, Willibrecht Derek, Derk, Dick, Didi, Didier, Diede, Diederi(c)k, Dik, Dirck, Dirk, Dirkje, Theodoricus, Thierry, Tjark, Tjerk |
| 24 mei | Donatiaan Rogatiaan Suzanna Dagmar Johanna de Mirredraagster van Chusas           | Donatien, Donaas, Donaat Rogatien Sanne, Sanny, Sus, Susan, Suzanna, Suze, Suzy Daja, Daya, Dragica Chanessa, Channa/e, Ean, Gianna, Giovani, Hanka, Hanna(h), Hanneke, Hannelin, Hanni/y, Hansje, Jana/e, Janet, Janice, J(e)anick, Janieke, Janina/e, Janka, Janna/e, Jan(ne)ke, Jannet(je), Janny, Janouk, Jantien(ke), Jantine, Jassine, Jean, Jeanet(te), Jean(n)ine, Jeanne, Jeannet(te), Jeannita, Je(a)nny, Jenaya, Jenna, Jenneke, Jente, Jes(sie), Jessica, Jessika, Jessy, Joan(y), Joanna/e, Joca, Joëtta, Johanna, Johanne(ke), Joke, Jolet, Jonna, Jonneke, Jony, Joosje, Jovanca, Jovanka, Joyce, Nanne, Shane, Siahny, Siobhán, Sjaan, Sjana, Sjanie, Vanja, Wannie, Yanna, Yanni(c)ke, Y(i)onna |
| 25 mei | Beda Gregorius VII Madeleine-Sofie Barat Urbanus I Re(g)inhard                    | Bède Grégoire, Gregoor, Gregory, Gorijs, Joris (Maria-)Magdalena-Sophia Urban Reinard, Reinder, Nard |
| 26 mei | Filip Neri Lambert Berenger                                                       | Filip, Phil, Philippe, Philippine, Pippa Lambert, Lambrecht, Lampert Berger, Berenger, Bérengère |
| 27 mei | Augustinus Frederik Reinolf Bruno van Würzberg                                    | Gust, Stien Frederik, Fred, Freddy Ran, Randolf, Randy, Reinolf Braun, Bruna, Bruno, Bruin |
| 28 mei | Germain van Parijs Willem van Aquitanië Bernardus v. Aosta                        | Germen Bill(y), Gilliam, Guillaume, Guilielmus, Guillamo, Liam, Pim, Wil, Wilco, Wilhelm, Wilke, Wilko, Willem, William, Willi, Willy, Wim Barend, Ben, Berend, Bernarda, Bernd, Bernie, Berry |
| 29 mei | Maximinus van Trier Theodosia Bona van Pisa Geraldina van Pisa                    | Maximien Theodoos Bon, Bonnie, Bonny Dia, Gediene, Geertje, Geraldine, Geraline, Gerarda, Gerda, Gerdie, Gerdien, Gerry, Grada |
| 30 mei | Ferdinand III Jeanne d'Arc Reinhilde Gabinus                                      | Dinant, Fenno, Fer, Ferdi, Ferdinand, Ferdy, Fernand(o), Ferran, Ferre, Ferrie, Ferry, Fred, Nand(a), Nandy, Nanno Darcey, Darcia, Jana, Jane, Jeanine, Jeanne, Joan Reinhilde, Renelde Gabe, Gabi |
| 31 mei | Petronella Mechtilde van Diesen                                                   | Ella, Elly, Els, Nel, Nele, Nella, Nelleke, Nelli, Nellie, Nelly, Nilla, Pernille, Petra, Petri, Petronella, Pieke, Pierina, Pieta, Rochelle Mat(h)ilde, Mechtilde, Thilda, Tilly |

januari · februari · maart · april · mei · juni · juli · augustus · september · oktober · november · december